# Killarney (Ontario)

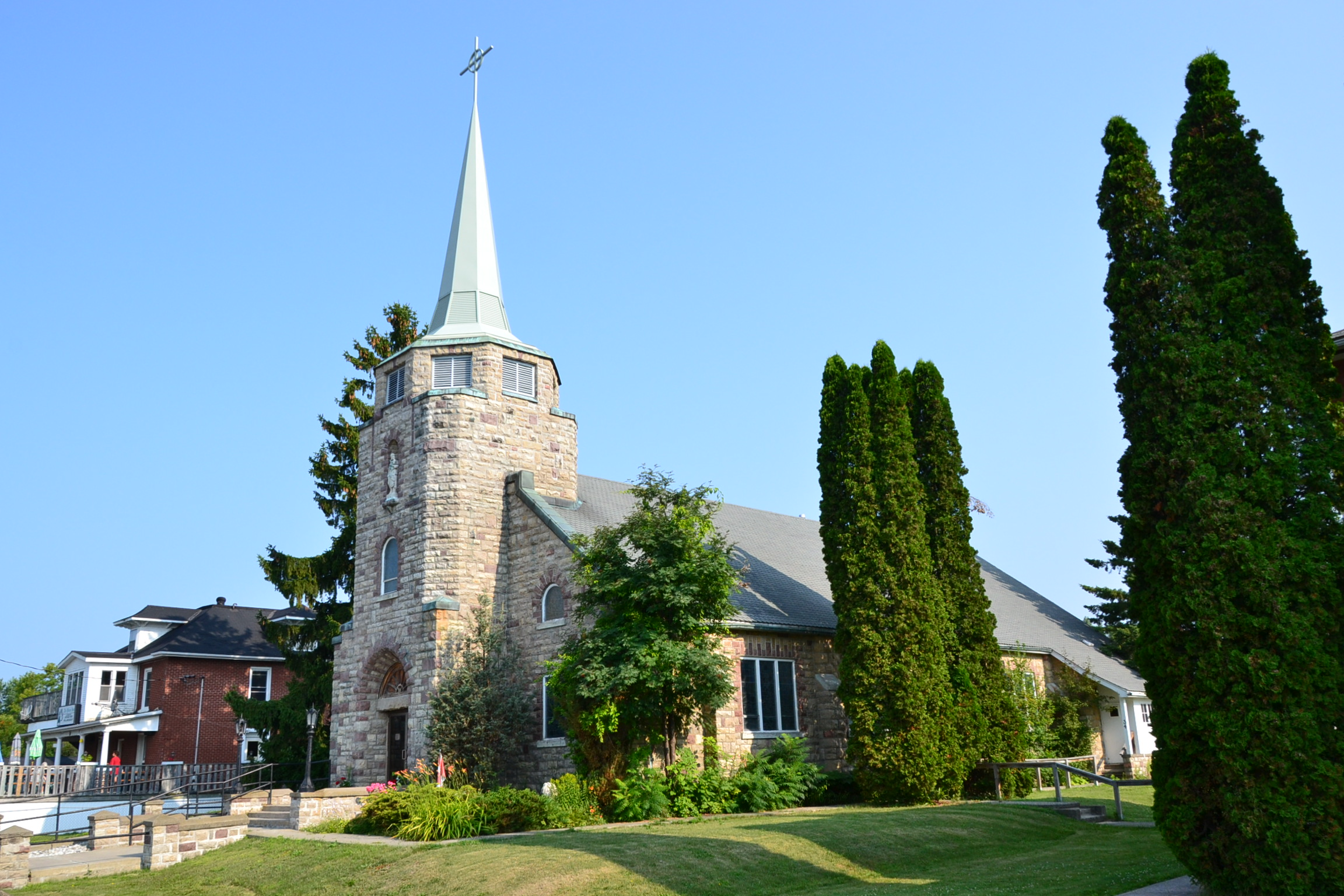
Killarney (Ontario) - kościół

Killarney – miejscowość (ang. town) w Kanadzie, w prowincji Ontario, w dystrykcie Sudbury. Powierzchnia Killarney wynosi 1513,3 km². Według danych spisu powszechnego z roku 2001 miejscowość liczyła 428 mieszkańców (0,28 os./km²).

## Położenie
Killarney położone jest na północnym brzegu Georgian Bay – wielkiej zatoki jeziora Huron. Zabudowania miejscowości leżą w większości na krańcu „stałego lądu” wzdłuż wąskiego, głębokiego kanału, oddzielającego od lądu wyspę George Island. Kanał ten, łączący boczną zatokę Killarney Bay z Zatoką Georgian, w języku Indian Anishinabe, zamieszkującego niegdyś te tereny, nosił nazwę Shebahonaning, co znaczy „Bezpieczne przejście”.

## Historia
Historia osady rozpoczęła się w 1820 r., kiedy przybył tu francuski handlarz Étienne Rochebert Augustine de la Morandière wraz ze swą indiańską żoną o imieniu Sai-sai-go-no-kwe („Kobieta z Padającego Śniegu”). Zbudowali oni nad brzegiem kanału pierwszą chatę z drewnianych bali i uruchomili punkt tranzytowy, w którym zaczęli się zatrzymywać handlarze futer, koloniści i różni poszukiwacze przygód w drodze na zachód i północ, w kierunku wyspy Manitoulin i Kanału Północnego.
W 1823 r. dotarły do osady pierwsze krowy, w 1852 r. stanął w niej drewniany kościół, w 1854 r. uruchomiono pocztę, a w 1876 r. – pierwszą szkołę. Jedynym sposobem dostępu do osady była droga wodna (i stan taki utrzymał się blisko półtora wieku!). W 1836 r. w przystani rozwijającej się osady zacumował pierwszy parowiec. W 1858 r. było tu 73 mieszkańców, zaś w 1871 r. liczba ta wzrosła do 220. W 1881 r. populacja osady wynosiła 405 osób, a w 1891 r. miała ona już 501 mieszkańców.
Wraz z rozwojem żeglugi latem 1867 r. wybudowano u wylotów kanału Shebahonaning dwie latarnie „morskie”. Były to pierwsze takie obiekty uruchomione w istniejącej od 1 lipca tegoż roku Konfederacji Kanady. Killarney West Lighthouse wzniesiona została na wysepce u zachodniego wylotu kanału, natomiast Killarney East Lighthouse – na skalistym półwyspie stałego lądu na wschód od osady. Obie, przebudowane w 1909 r., dalej pełnią swoje funkcje. Najszybszy rozwój Killarney przypadł na koniec XIX w., kiedy przystąpiono do intensywnego wyrębu okolicznych lasów.

## Nazwa
Pierwotnie osada znana była pod swą indiańską nazwą Shebahonaning. Zmiana nazwy na „Killarney” nastąpiła ok. roku 1850 – być może w związku z uruchomieniem w niej w 1854 r. poczty. Nie są znane okoliczności zmiany nazwy. Przypuszcza się, że mógł to zaproponować jakiś Irlandczyk, któremu tutejsza okolica, pełna wzgórz i jezior, przypominała krajobraz z regionu Killarney w południowo-zachodniej Irlandii.

## Współcześnie

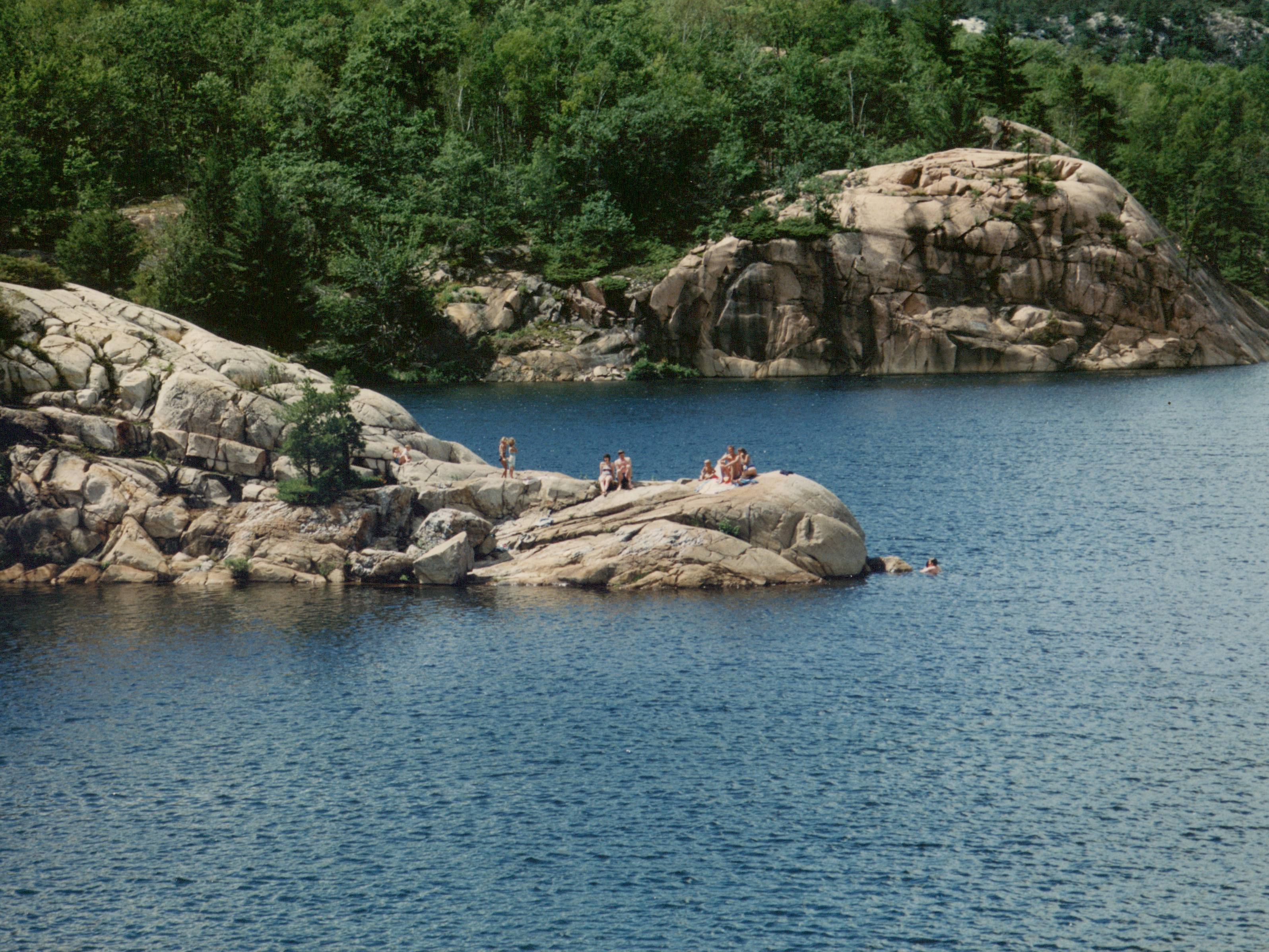
Killarney - Turtle Rock

Pierwszą i jedyną drogę do osady (obecna droga nr 637 – długie na 69 km odgałęzienie highway’u nr 69 do Sudbury) zbudowano w 1963 r. Od tego czasu Killarney stało się znaną miejscowością turystyczną. Dysponuje kilkoma marinami dostępnymi dla dużych jachtów motorowych, lądowiskiem dla małych samolotów turystycznych i śmigłowców, kilkoma hotelami i pensjonatami itp. Latem przybywają tu miłośnicy długich wędrówek wodnych (kajaki i canoe) i pieszych. Zimą organizowane są tu turnieje hokeja na lodzie i zawody curlingowe. Popularne są wycieczki na nartach i rakietach snieżnych oraz dalekie wyprawy skuterami śnieżnymi – nawet po skutych lodem wodach Georgian Bay na daleką wyspę Manitoulin. Popularny jest Winter Carnival, organizowany w pierwszy weekend lutego.
Miejscowość jest siedzibą parku prowincjonalnego Killarney.